# Egeland
Egeland è un centro abitato (city) degli Stati Uniti d'America, situato nella Contea di Towner, nello Stato del Dakota del Nord. Nel censimento del 2000 la popolazione era di 49 abitanti. La città è stata fondata nel 1905.

## Geografia fisica
Secondo i rilevamenti dell'United States Census Bureau, la località di Egeland si estende su una superficie di 1,00 km², tutti occupati da terre.

## Popolazione
Secondo il censimento del 2000, a Egeland vivevano 49 persone, ed erano presenti 14 gruppi familiari. La densità di popolazione era di 48,5 ab./km². Nel territorio comunale si trovavano 48 unità edificate. Per quanto riguarda la composizione etnica degli abitanti, l'89,80% era bianco e il 10,20% era nativo.
Per quanto riguarda la suddivisione della popolazione in fasce d'età, il 26,5% era al di sotto dei 18, il 4,1% fra i 18 e i 24, il 22,4% fra i 25 e i 44, il 18,4% fra i 45 e i 64, mentre infine il 28,6% era al di sopra dei 65 anni di età. L'età media della popolazione era di 44 anni. Per ogni 100 donne residenti vivevano 81,5 maschi.